# NGC 521
NGC 521 је спирална галаксија у сазвежђу Кит која се налази на NGC листи објеката дубоког неба.
Деклинација објекта је + 1° 43' 53" а ректасцензија 1h 24m 33,6s. Привидна величина (магнитуда) објекта NGC 521 износи 11,7 а фотографска магнитуда 12,5. NGC 521 је још познат и под ознакама UGC 962, MCG 0-4-118, CGCG 385-106, IRAS 01219+0128, PGC 5190.